# Wolfgang Karg
Wolfgang Karg, född den 10 juli 1927 i Gröningen, död den 4 augusti 2016, var en tysk akarolog.
Auktorsnamnet Karg kan användas för Wolfgang Karg i samband med ett vetenskapligt namn inom zoologin; se Wikipedia-artiklar som länkar till auktorsnamnet.